# Георгий Макогоненко
Гео̀ргий Пантелеймо̀нович Макого̀ненко (на руски: Георгий Пантелеймонович Макогоненко) е руски литературен историк.
Роден е на 10 април (28 март стар стил) 1912 година в Змиив, Харковска губерния, в украинско семейство на лесничей. През 1930 година се премества в Ленинград, където през 1939 година завършва руска филология в Ленинградския университет. Служи като артилерист в Зимната война и като военен кореспондент във Втората световна война. След войните преподава в Ленинградския университет, като през 1965 – 1981 година оглавява катедрата по руска литература.
Георгий Макогоненко умира на 3 октомври 1986 година в Ленинград.